# 行成薫
行成 薫（ゆきなり かおる、1979年8月10日 - ）は、日本の小説家。

## 経歴・人物
宮城県仙台市出身。東北学院大学教養学部を卒業する。2012年に『名も無き世界のエンドロール』（応募時のタイトルは「マチルダ」）で第25回小説すばる新人賞を受賞。2013年に単行本として発表された。仕事をする傍ら小説を執筆する。「執筆を始めた当初は、新人賞に応募することは考えていなかった。受賞の連絡を受けたときは、嬉しく思う反面、肩にのしかかるプレッシャーを感じた」との旨を述べている。趣味は料理。好きな作家として藤沢周平、伊坂幸太郎を挙げている。
2021年には『名も無き世界のエンドロール』が映画化。映画版のその後を描くWebドラマ『Re:名も無き世界のエンドロール 〜Half a year later〜』では、原案を書き下ろした。

## 文学賞受賞・候補歴
太字が受賞したもの
- 2012年 - 『名も無き世界のエンドロール』で第25回小説すばる新人賞受賞。
- 2021年 - 『本日のメニューは。』で第2回宮崎本大賞受賞[7]。

## 作品リスト

### 単著
- 名も無き世界のエンドロール（2013年3月 集英社 / 2015年2月 集英社文庫）
  - 収録作品：名も無き世界のエンドロール / ポケット（文庫本のみ）
- バイバイ・バディ（2016年8月 講談社 / 2020年3月 講談社文庫）
- ヒーローの選択（2016年11月 講談社 / 2019年3月 講談社文庫）
- 僕らだって扉くらい開けられる（2017年11月 集英社 / 2021年1月 集英社文庫）
  - 収録作品：テレキネシスの使い方 / パラライザー金田 / パイロキネシスはピッツァを焼けるか / ドキドキ・サイコメトリー / 目は口ほどにものを言う / 僕らだって扉くらい開けられる
- 廃園日和（2018年4月 講談社）
  - 【改題】さよなら日和（2023年8月 講談社文庫）
- ストロング・スタイル（2018年8月 文藝春秋）
  - 【改題】立ち上がれ、何度でも（2021年6月 文春文庫）
- 怪盗インビジブル（2018年11月 講談社）
- 本日のメニューは。（2019年10月 集英社文庫）
  - 収録作品：四分間出前大作戦 / おむすび狂詩曲 / 闘え！マンプク食堂 / 或る洋食屋の一日 / ロコ・モーション
- KILLTASK（2020年7月 KADOKAWA）
- 彩無き世界のノスタルジア（2020年12月 集英社 / 2023年10月 集英社文庫） - 『名も無き世界のエンドロール』の続編
- 稲荷町グルメロード（2021年4月 ハルキ文庫）
- 明日、世界がこのままだったら（2021年9月 集英社 / 2024年9月 集英社文庫）
- 稲荷町グルメロード(2) Summer has come（2022年2月 ハルキ文庫）
- できたてごはんを君に。（2022年12月 集英社文庫）
- ジンが願いをかなえてくれない（2024年5月 光文社）
  - 収録作品：ジンが願いをかなえてくれない / 子供部屋おじさんはハグがしたい / 屋上からは跳ぶしかない / ユキはひそかにときめきたい / 妻への言葉が見つからない / パパは野球が下手すぎる
- おいしい季節がやってくる。（2025年3月 集英社文庫）

### ノベライズ
- スパイの妻（2020年5月 講談社文庫） - 同名テレビドラマ（演出：黒沢清）の小説版
- 小説 ブルーピリオド あの日の僕ら（2023年11月 KCデラックス） - 同名漫画（原作：山口つばさ）の小説版

### アンソロジー
「」内が行成薫の作品
- Story for you（2021年3月 講談社）「三丁目ヒーローズ」

### 単著未収録作品
- 真夏の雪（集英社『小説すばる』2013年12月号）
- ユリイカ(A)（文藝春秋『オール讀物』2015年7月号）
- 神様とスイッチ（集英社『小説すばる』2015年12月号）
- 呪いの女・矢内愛（光村図書出版『飛ぶ教室 第53号』2018年春）
- 失敗の神様（光村図書出版『飛ぶ教室 第58号』2019年夏）
- MASTERMIND（講談社『小説現代』2020年12月）

## 映像化作品

### 映画
- 名も無き世界のエンドロール（2021年1月29日公開、配給：エイベックス・ピクチャーズ、監督：佐藤祐市、主演：岩田剛典）[5]

### Webドラマ
- Re:名も無き世界のエンドロール 〜Half a year later〜（2021年1月29日 - 2月12日、全3話、dTV、主演：岩田剛典）[6][8]